# Opius propecubitalis
Opius propecubitalis är en stekelart som beskrevs av Papp 1985. Opius propecubitalis ingår i släktet Opius och familjen bracksteklar. Inga underarter finns listade i Catalogue of Life.